# Congregació dels Dolors de Badalona
La Venerable i Discreta Congregació de la Mare de Déu dels Dolors de Badalona, coneguda habitualment per la forma abreujada de Congregació dels Dolors de Badalona, és una entitat religiosa de la ciutat de Badalona, fundada el 1723. És una fraternitat vinculada a l'Orde dels Servites i a la imatge de la Mare de Déu dels Dolors barroca de l'església de Santa Maria de Badalona.
La congregació de Badalona va ser fundada el 19 de març de 1723, Divendres de Dolors, per mossèn Jaume Dalmau, i va comptar d'inici amb 58 congregants, tot i que probablement eren molts més els seguidors, tots de diferent condició social. El motiu de la fundació era la veneració dels ciutadans per la verge dolorosa, vinculada a una imatge barroca existent llavors a la parròquia de Santa Maria de Badalona, de la qual es desconeix la data de confecció i l'autor. El context històric de la fundació i les motivacions cal trobar-los en l'establiment dels frares de l'orde servita a Barcelona el 1619, promotors de la veneració de l'advocació de la Mare de Déu dels Dolors a través de la formació de confraries de laics, a partir de 1663, convertides després en congregacions dels Dolors i esdevingudes fraternitats seglars dels servites.
La congregació al llarg de la seva història ha passat per diverses vicissituds, tot i que sempre s'ha dedicat a reunir-se per a la celebració de festes litúrgiques i de diversos sants. A més, durant molt de temps, els congregants tenien una vida marcada amb obligacions, com atendre els membres malalts a través de l'auxili mutu, l'assistència als moribunds o el pagament dels enterraments.
Així mateix, encara no és la seva activitat principal, també participa a processons, com la processó dels Misteris de Badalona, per donar-se a conèixer al públic. La processó que els és pròpia és la dels Dolors, que va sortir pels carrers de Badalona de manera ininterrompuda entre 1723 i 1914 el Divendres de Dolors, com a preludi de la Setmana Santa. A partir de 1914 la processó va deixar de sortir i només feia un recorregut per dintre de l'església de Santa Maria, fins que es va recuperar l'antiga el 2014, seguint les indicacions de documents antics per realitzar-la.
Amb motiu del 300 aniversari de la fundació de la congregació, es va fer una exposició al Museu de Badalona amb objectes històrics de la mateixa, i es va promoure la publicació d'un llibre de la història de la congregació.